# Bivouna
Bivouna est un village du Cameroun situé dans la région du Centre et le département du Mbam-et-Kim. Il fait partie de la commune de Ntui.

## Population
En 1965 le village comptait 92 habitants, principalement Bafeuk.
Lors du recensement de 2005, on y dénombrait 961 personnes.